# 扶桑型戦艦
扶桑型戦艦（ふそうがたせんかん）は、大日本帝国海軍の戦艦。金剛型巡洋戦艦と同時期に計画され、建造された日本初の純国産の超弩級戦艦である。同型艦は扶桑、山城の2隻。
当初同型艦として予定された伊勢、日向は、予算の都合上起工が遅れたため設計を変更、改良された伊勢型となっている。

## 建造の経緯

### 建造費成立までの過程
扶桑型戦艦の建造費が成立するまでは複雑な紆余曲折を経ている。
元々扶桑型戦艦は1911年（明治44年）に成立した新充実計画によって建造が決定しており、1912年（明治45年）3月11日に「第三号戦艦」として扶桑が起工された。しかし山城については未だ建造に着工することが決定されておらず、1912年（大正元年）12月21日に大正2年度の軍備補充既定年度割に600万円を追加して戦艦3隻（山城及び伊勢、日向に該当）の建造に着手することが決定され、建造が一部開始された。更に1914年（大正3年）には既に前年度に建造の一部に着手した戦艦3隻の工事を続行させるために大正3年度軍艦製造費所要額として650余万円の予算が成立、これにより山城、伊勢、日向の3隻の戦艦の建造が本格的に開始されることとなった。

### 基本設計の変遷
「扶桑」型戦艦の設計にあたりさまざまな案が検討されたが、最終的には排水量30,600トン、速力22.5ノットとしてまとめられた。35種に上ったとされる扶桑型の設計案の内計画番号A47〜A57、最終案であるA64が平賀文書に残っており、この中では扶桑型は概ね速力22〜23kt、排水量30,000ｔ前後、防御は水線主甲帯305mm、バーベット部228mmの艦として設計されていた。
主砲についてはかなりの変遷が見られ、A47では主砲は45口径14インチ砲連装6基12門とはなっていたものの、その砲塔配置は中心線上の艦首側に2基、船尾側に2基とされ、残りの2基は艦中央部付近に梯形配置にするとされており、弩級戦艦とさほど変わらない砲塔配置となっていた。この砲塔配置は砲サイズが異なるA48〜A49にも共通する砲塔配置であったが、A50より主砲塔を全て中心線上に配置する型式が採用され、以降の案では中心線上に主砲を配置する形式が採用されることとなった。また、A47でも見られた主砲を12インチ砲とする案はA50以降にも見られ、A51では12インチ三連装2基・連装3基計12門を搭載するとされており、艦首・船尾最前部砲塔が三連装とされ残りの連装砲は中央部に1基三連装後方にそれぞれ1基ずつ搭載するとされていた。A54では三連装砲を中心線上の艦首・船尾側にそれぞれ背負い式で2基、艦中央部にも三連装を1基搭載し合計15門の艦とすることが計画されていた。しかし、最終案であるA64では扶桑型の主砲は各国の弩級戦艦の多くが採用していた12インチ砲ではなく金剛型同様に14インチ砲が採用されており、これを連装砲として6基12門を搭載する超弩級戦艦として竣工することとなった。
また、防御に関しても152mm〜178mmとされた水線上部は203mmへと変更され、228mmとなっていたバーベット部も山城起工前の1913年（大正2年）6月の時点では241mmに変更され、最終的には305mmへと強化されており水平防御に関してもHT鋼のみを使用する予定となっていた点が改められ中甲板にはNi鋼が使用されることとなった。最終案であったA64から実際に扶桑型が竣工するまでの間にも幾つかの変更が加えられた結果扶桑型は初期の設計案と比べるとその防御は強化されることとなり、主砲にも12インチ砲ではなく14インチ砲が採用されたことで火力も従来の弩級戦艦と比べると大幅に向上することとなった。
| 項目           | A47                  | A48                  | A49                  | A50                  | A51                    | A52                                       | A53                    | A64（最終案）        |
| -------------- | -------------------- | -------------------- | -------------------- | -------------------- | ---------------------- | ----------------------------------------- | ---------------------- | -------------------- |
| 垂線間長       | 187m                 | 182m                 | 173m                 | 173m                 | 176m                   | 172m                                      | 182m                   | 192m                 |
| 最大幅         | 28.9m                | 28.6m                | 28.3m                | 28.3m                | 28.6m                  | 28m                                       | 28.8m                  | 28.6m                |
| 喫水           | 9.1m                 | 8.9m                 | 8.9m                 | 8.9m                 | 8.8m                   | 8.8m                                      | 9.1m                   | 8.6m                 |
| 排水量         | 30,000t              | 28,000t              | 27,100t              | 27,000t              | 27,200t                | 26,000t                                   | 29,000t                | 30,600t              |
| 22kt時軸馬力   | 38,500               | 37,000               | 36,200               | 35,000               | 34,300                 | 33,200                                    | 38,000                 | 38,000               |
| 23kt時軸馬力   | 46,000               | 44,200               | 43,500               | 43,350               | 41,550                 | 40,000                                    | 45,320                 | 無し                 |
| 主砲塔         | 14インチ連装 6基12門 | 12インチ連装 6基12門 | 14インチ連装 5基10門 | 14インチ連装 5基10門 | 12インチ三連装 4基12門 | 12インチ連装 3基6門 12インチ三連装 2基6門 | 12インチ三連装 5基15門 | 14インチ連装 6基12門 |
| 水線部甲帯     | 229mm-300mm-229mm    | 229mm-300mm-229mm    | 229mm-300mm-229mm    | 229mm-300mm-229mm    | 不明                   | 不明                                      | 不明                   | 229mm-300mm-229mm    |
| 中甲板側面甲帯 | 150mm-177mm-150mm    | 150mm-177mm-150mm    | 150mm-177mm-150mm    | 150mm-177mm-150mm    | 不明                   | 不明                                      | 不明                   | 100mm-200mm-100mm    |
| 上甲板側面甲帯 | 150mm                | 150mm                | 150mm                | 150mm                | 不明                   | 不明                                      | 不明                   | 150mm                |
| 主装甲甲板     | 28mm                 | 28mm                 | 28mm                 | 28mm                 | 不明                   | 不明                                      | 不明                   | 37mm～50mm           |
| 最上甲板       | 25mm                 | 25mm                 | 25mm                 | 25mm                 | 不明                   | 不明                                      | 不明                   | 31mm                 |
| バーベット     | 229mm                | 229mm                | 229mm                | 229mm                | 不明                   | 不明                                      | 不明                   | 300mm                |

※12インチ砲は50口径、14インチ砲は45口径

## 艦形

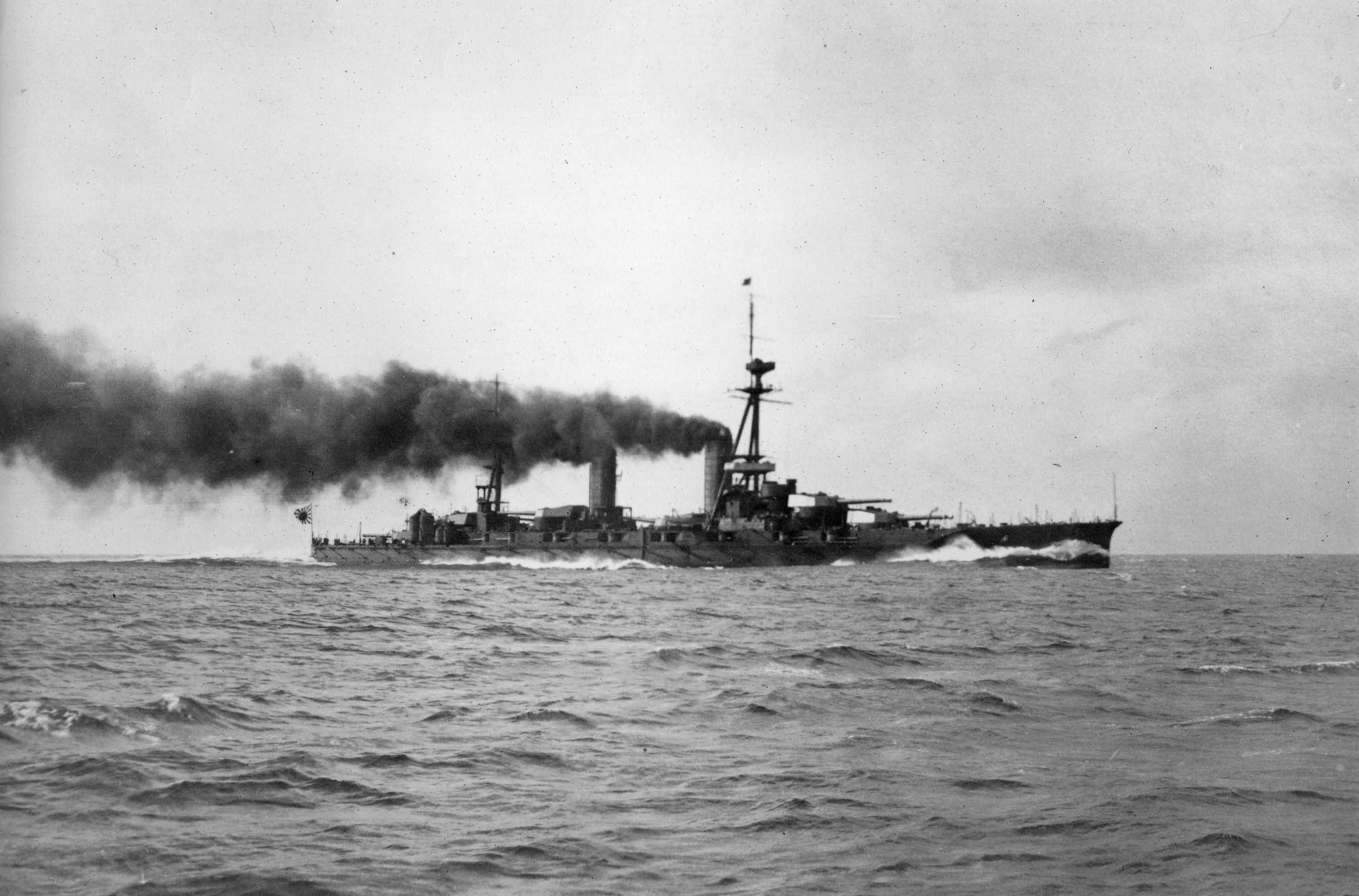
速度公試中の「山城」。

本型は国産設計の弩級戦艦河内型などの主力艦の船体設計を雛形に、サーストン卿の設計である「金剛型」の船体設計を参考にして、一部にその最新設計を導入して建造された。また、船体形状については日本戦艦では初となる、大型模型を利用した水槽試験を経て決定されている。艦体は長船首楼型船体で、艦首は凌波性の良好なクリッパー型とされた。
ただし艦形及び舵の配置に不適切な点があったようで、本型の操艦は日本戦艦で最も難しいとされ、直進を維持するだけで一苦労ということや、前進一杯から急転舵すると180度旋回したあたりで行き足が止まったという証言も残されている。

### 扶桑と山城の設計上の相違点
山城では扶桑の建造中より指摘されていた主砲配置による爆風問題などの諸問題の修正が試みられ、扶桑では接続されていなかった艦橋基部と艦橋甲板が第2砲塔に接続され、司令塔が扶桑では楕円状となっていたものを改め、円形に変更しただけではなく、扶桑では第2砲塔上に設置していた3.7m測距儀を司令塔の前方に1基設ける形に変更し、司令塔の後方にも2.7m測距儀が新たに設けられることとなった。また、砲塔上に設置されている測距儀を扶桑の4.5mから6mへと改め、前檣トップの観測所を拡大し、新たに方位盤照準装置が設置されるなどの変更も行われた。このほかに、扶桑では竣工時に撤去されたスターンウォークが補強用のアームを新たに設けた上で残されただけでなく、竣工直後に8cm（40口径）高角砲4基が前檣両側と第2煙突の両側に装備された。上記のような設計変更や改装後の外観や装備が扶桑と異なるためか、山城については扶桑型ではなく特に山城型と呼ばれることもあった。
更に船体外板の張り方が性能比較のために扶桑と山城で異なっており扶桑は従来型、山城は山城以降の戦艦で採用される方式が採用されている。

## 武装

### 主砲

竣工時の本型の主砲塔配置を示した図。

主砲には金剛型の毘式（ヴィッカース社）36cm連装砲を参考に、国内で新たに設計・生産された四十一式36cm砲（45口径）が採用された。6基12門が搭載されていたが、配置は前部甲板には1・2番主砲塔、艦中央部の1番・2番煙突の間に3番主砲塔、2番煙突の後方に4番主砲塔、後部甲板上に5番・6番主砲塔となっている。
主砲は砲弾重量635kg、砲口初速770～775m/s、発射速度毎分1.5発であった。主砲塔の旋回及び砲身俯仰は蒸気機関駆動の蒸気ポンプによる水圧式となっている。砲身の俯仰能力は-5度〜+20度、最大射程は22,500mとなっており、旋回角度は首尾線方向を0度として左右110度の範囲に可動した。金剛型に搭載された毘式は俯仰角-3度〜+33度、仰角20度までの自由装填方式であったが、本型では仰角5度の固定角装填形式を採用していた。固定装填方式は発射速度が自由装填方式よりも速い上に砲塔内の防炎対策が容易で防御上有利という利点が存在したが、その一方で構造が複雑となったため「故障が頻発、固定装填方式の優位性は無いと考えられ伊勢型では再び自由装填方式に戻されている。
本型では当初の計画が二転三転し最終的には12インチ砲ではなく14インチ連装砲塔が採用された。三連装砲塔も検討されたが、軽量化には効果があるものの斉射時の艦の揺れが大きく12門による斉射が実質不可能であり、砲弾同士の干渉によって散布界が広がる傾向も解決できず、発射速度についても連装砲よりも見劣りする物であったために不採用となった。そのため砲塔の数が増え、艦の設計、特に砲塔の配置と防御計画に困難を伴うこととなった。
また、当時日本戦艦で採用されていた英国式の水圧復座方式の駐退機では、力量不足のため一斉打方（いわゆる斉射）を行った際に砲が元の位置に戻るまでの復座時間が長くなり、発射速度が大幅に低下するという問題があった。このために当時の日本海軍では交互打方を基本とし、後に空気式の駐退機が導入され復座時間の問題が解決するまで続いた。本型の主砲塔数の多さは交互打方の場合では有利だったが、一斉打方時には発砲時の砲煙や振動が激しく、弾着観測にも問題があったとの意見もある。
| 項目         | 砲塔要目(新造時) | 改装後 |
| ------------ | ---------------- | ------ |
| 内径(mm)     | 355.6            |        |
| 全長(mm)     | 16,469           |        |
| 口径         | 45               |        |
| 砲身重量(t)  | 83.4             |        |
| 弾丸重量(kg) | 635              | 673.5  |
| 弾薬重量(kg) | 132              |        |
| 砲塔重量(t)  | 655              |        |
| 砲身命数     | 280or250         |        |
| 初速(m/s)    | 790              | 770    |

### 砲弾
日本海軍は日露戦争まで戦艦の主砲弾を英仏からの輸入に頼っていた。明治37年（1904年）在英監督官野田技師らがスウェーデンのボフォース社で被帽徹甲弾の製法を習得し、帰国後の明治38年（1905年）より呉海軍工廠で砲弾国産化を開始した。6インチ砲弾の開発には成功したが12インチ砲弾では弾体強度の不足により実射試験で破損した。
明治43年（1910年）に英国ハドフィールド社から12インチ徹甲弾を購入して実験したところ弾体も完全で革命的な威力を示した。そこで技術習得のため同社に技師を派遣し、明治45年（1912年）に帰国して徹甲弾を製造したところ輸入品に劣らない性能を発揮した。
戦艦金剛型4隻の主砲弾はすべて英国ハドフィールド社製であったが、大正2年（1913年）4月5日、初の国産36センチ被帽徹甲弾が呉海軍工廠に戦艦扶桑用として発注された。
大正2年（1913年）フランスのシュナイダー社製の砲弾を輸入して実験したところ英国製より格段に高性能と判明した。同社の技術を参考に大正3年（1914年）に三年式弾帽付き新被帽徹甲弾（通称・三年帽）が開発された。
大正5年(1916)のユトランド沖海戦では3隻の英巡戦が轟沈した。ドイツの不発弾を調査したところ徹甲弾内部に自爆防止筒が備えられ、さらに0.25秒の遅働信管により戦艦の内部深くで炸裂する構造であった。これにより英巡戦内の火薬庫に火が回り誘爆が発生し一瞬で沈没したと判明した。
日本海軍は大正6年(1917年)に従軍武官からの報告により大正7年(1918年)から研究を始め、大正11年(1922年)にイギリスからハドフィール社の徹甲弾の技術を導入し、さらにドイツの自爆防止筒や大遅動信管などの構造を採り入れた五号徹甲弾が同年（1922年）に完成し採用された。
大正13年（1924年）には英国ハドフィールド社から新型徹甲弾の製造権および弾丸素材を購入し、また同社に技術者を派遣し製造技術を習得した。同年の廃棄戦艦土佐に対する実弾射撃試験で水中弾効果が発見され、これにより貫徹力の向上と良好な潜水性能を持つ六号弾が大正14年(1925年)に完成し昭和3年（1928年）に八八式徹甲弾として採用された
。
ワシントン海軍軍縮条約により劣勢となった日本海軍は個艦性能向上のため、さらに長射程と強力な貫徹性能を持つ九一式徹甲弾を昭和6年（1931年）に採用した。弾長増加により、全戦艦の装填機、揚弾機、及び弾庫内諸装置改造を行ったため多額の費用を要した。後に性能は九一式と同等だが風防に染料を入れた一式徹甲弾が太平洋戦争で使用された。
五号徹甲弾、九一式徹甲弾/一式徹甲弾を使用した場合の貫徹力は日本海軍においては下記のように算出されていた。
| 射距離  | 仰角 | 落角 | 存速(m/s) | 穿突力(垂直) |
| ------- | ---- | ---- | --------- | ------------ |
| 10,000m | 不明 | 8°   | 537       | 360mm        |
| 15,000m | 10°  | 14°  | 463       | 302mm        |
| 20,000m | 15°  | 24°  | 411       | 193mm        |
| 25,000m | 23°  | 37°  | 401       | 165mm        |
| 30,500m | 30°  | 47°  | 418       | 不明         |

| 射距離  | 仰角  | 落角  | 存速(m/s) | 貫徹力(垂直) | 穿突力(水平) |
| ------- | ----- | ----- | --------- | ------------ | ------------ |
| 10,000m | 6.1°  | 7.6°  | 576       | 不明         | 不明         |
| 15,000m | 9.9°  | 12.2° | 510       | 426mm        | 124mm        |
| 20,000m | 14.9° | 19°   | 460       | 358mm        | 134mm        |
| 25,000m | 20.0° | 27.5° | 420       | 271mm        | 157mm        |
| 30,000m | 28.7° | 36°   | 410       | 228mm        | 208mm        |

### 副砲、その他備砲、雷装等
副砲には打撃性能を重視して「50口径四十一式15cm砲」を採用した。これを単装砲架で舷側ケースメイト（砲郭）配置で位置は二番甲板の下方に、3番主砲塔を中心として放射線状に配され、片舷8門ずつ計16門を搭載した。しかし、この砲は主砲射撃時の爆風の影響を大きく受け、射撃・観測が困難となるといった問題があった上に砲弾重量が大きいために装填速度が落ち速射が困難という問題が発生している。
その他、対水雷艇用にアームストロング社からライセンス生産した「四一式 短8cm単装砲（40口径）」を4門装備していたが、「山城」では、竣工直後、これを高角砲架と組み合わせた対空兵器として「三年式 8cm（40口径）高角砲」を単装砲架で4基搭載し、日本で初めて高角砲を搭載した戦艦となった。装備位置は前部マストの側面に片舷1基ずつと、2番煙突の側面に片舷1基ずつの計4基である。なお「扶桑」にはこの装備が1918年に設けられた。
他、53.3 cm 水中魚雷発射管を1番主砲塔の前方・水線下に1基、2番主砲塔の後方・水線下に1基、4番主砲塔の側面・水線下に1基の、片舷3基ずつ計6基装備した。

### 問題点
扶桑型戦艦は、竣工時世界最大の戦艦で、また初めて排水量が30,000トンを越えた戦艦でもあった。しかし、先に竣工し公試を行っていた扶桑では、大角度変針時の速力低下が大きいことや、建造中から懸念されていたように、主砲発砲時に爆風が全艦を覆い、艦橋等の暴露部分に影響が出るといった問題があることが発覚していた。 なお、1915年（大正4年）に行われた扶桑の砲熕公試
扶桑の檣楼は金剛型と比べると射撃時の激動は小さく、高速航行時の振動も極めて少ないため高所指揮所としては適等な物だとされている。一方で爆風の影響については前部射撃指揮塔では第三砲塔を右艦首55度仰角5度で射撃を行った際の爆風が最も強いとされ、第一砲塔を左船尾側に45度旋回させ仰角20度で射撃を行った際の爆風も大きく、手にしたノートブックと帽子が吹き飛ぶ程であったため瞬時観測が出来なかったとされており、第二砲塔を左船尾45度仰角20度or左船尾55度仰角5度で射撃を行った場合は第一砲塔射撃時程ではないものの爆風の影響で瞬時観測は出来なかったと報告がされている。また、14インチ砲12門、6インチ砲8門一斉射の際には激動のため2,3秒間観測鏡に接眼することが出来なかったとされており、上記の様な射撃を行う場合にはブラストスクリーンを設置するか、射撃指揮塔の狙孔に巻き上げ式の専用爆風除けを設置することが必要だと述べられている。
なお、爆風の影響に関しては山城竣工後の1918年（大正7年）8月6日に行われた戦闘射撃訓練の際に山城が距離18,800m〜18,100mの距離からの射撃で遠近散布界平均285m、斉射間隔28秒。計69発の使用弾数中第一有効弾7、第二有効弾5、第三有効弾11と優秀な成績を記録しており、爆風の影響に関しても報告されておらず、実用上問題のある艦であったとはされていないことから山城では上記の問題は発生していなかったものと考えられる。また、扶桑に関しても1926年（大正15年）に行われた戦艦6隻が参加した戦闘射撃訓練では扶桑が最優秀成績を収めていることから、山城同様に扶桑についても実用上の問題はさほど無かったものと思われる。射撃時の爆風、砲煙の問題については戦艦が射撃を行った場合砲煙、爆風の影響で敵艦の視認、照準、発射、号令が一時中断することは、当時の最新鋭艦大和型でも同様であったことに加えて、上記の戦闘射撃成績や1941年（昭和16年）〜1943年（昭和18年）に行われた甲種戦闘射撃でも12門艦が8門艦と比べても遜色のない成績を収めていることから、12門艦の場合であっても爆風、砲煙の影響は問題が無い範囲で収まっていたことを窺い知ることが出来る。
また、山城は扶桑から若干の設計変更が行われていたが用兵側からの評価は芳しくなく、呉で建造された扶桑よりも震度が大きいと専らの評判であった。

## 防御
本型は全長：630フィート 基準排水量:30,600トンを誇る世界最大の戦艦として竣工し、水線部防御は最大で305mm、主砲バーベットは280mm、司令塔は305mmと河内型戦艦と比べて重装甲に設計され、排水量の約26%が防御重量に充てられていた。しかしその防御様式は河内型に比べて大きく進化はしたものではなかった。
甲鈑について日本海軍は国産化を目ざし明治36年（1903年）に呉造兵廠製鋼部が発足した。日本海軍はヴィッカース社に技術の習得を依頼したが製法は秘密として断られたためアームストロング社に技師を派遣した。
明治44年（1911年）に英国ヴィッカース社に巡戦「金剛」を発注すると同時に、同社と技術導入の契約を締結し多数の技術者を派遣した。これにより日本海軍は初めてVC甲鈑の製造技術を導入した。同年、海外各社と比較したところヴィッカース社の甲鈑が最も優秀であった
。
大正2年（1913年）に「扶桑」用の国産12インチVC甲鈑をヴィッカース社のものと比較したところ遜色なく同等の性能であった。大正時代に入って大軍拡競争が始まり呉製鋼部の実力は質量共に欧米に匹敵するようになっていった。
主砲塔などは英国と同じ構造であるが、第一次世界大戦の戦訓によりダメージコントロールとして後に撒水装置などが設置された。

### 防御設計
戦艦の防御方式としては主要防御区画以外の部分も甲鈑で防御した全体防御方式と主要防御区画のみを防御した集中防御方式の二つが存在し、扶桑型では計画時に一般的であった全体防御方式が採用された。
また、直接防御は更に垂直(舷側)、水平(甲板)、水中(水線下)防御の三つに分かれており、扶桑型では各部に対しては以下の甲鈑、鋼板が使用された。
- 垂直防御[注釈 15]
- VC甲鈑
- 水平防御[注釈 16]
- HT鋼、NS鋼

扶桑型が起工された当時では砲戦距離は概ね8,000m程度とされており砲弾は舷側に対して撃角0°に近い撃角で着弾すると想定され、貫徹力も低く、甲鈑を穿徹した場合でも弾体のほとんどはその際に破砕されるためバイタルパート部まで砲弾が侵入して炸裂する可能性は低かった。しかし弾片若しくは弾体の一部によって艦内及びその周辺に被害を受ける可能性は高かったため、これに対応するために垂直防御は舷側の第一甲鈑が穿徹された場合のことを考慮して、艦内部へ侵入した弾片に対しては中甲板の両端を傾斜させることでバイタルパート部を防御するという防御方式が一般的となっており、山城では弾火薬庫部分の中甲板を傾斜させることで弾片等に対する防御装甲としていた。また水平装甲の必要性は低く、船体構造材のHT鋼やNi鋼を張り弾片防御としていた。

### 装甲配置
| 項目             | 垂直防御                | 水平防御 |
| ---------------- | ----------------------- | -------- |
| 水線部           | VC甲鈑228mm-300mm-228mm |          |
| 中甲板           | VC甲鈑200mm             | NS鋼31mm |
| 上甲板           | VC甲鈑152mm             | 無し     |
| 最上甲板         |                         | HT鋼35mm |
| 傾斜部           | HT鋼25mm                |          |
| 非バイタルパート | VC甲鈑101mm             |          |
| 非バイタルパート | VC甲鈑200mm             |          |
| 司令塔           | VC甲鈑300mm             |          |
| バーベット       | VC甲鈑300mm             |          |
| 砲塔             | 280mm                   | 127mm    |

新造時の扶桑型の防御方針は14in対応防御となっていたが水中防御は有していなかった。
| 項目             | 垂直防御                | 水平防御               | 水中防御                    |
| ---------------- | ----------------------- | ---------------------- | --------------------------- |
| 水線部           | VC甲鈑228mm-300mm-228mm |                        |                             |
| 中甲板           | VC甲鈑200mm             | NS鋼31mm +NVNC甲鈑66mm |                             |
| 上甲板           | VC甲鈑152mm             | HT鋼12mm               |                             |
| 最上甲板         |                         | HT鋼35mm               |                             |
| 傾斜部           | HT鋼25mm+NVNC甲鈑66mm   |                        |                             |
| 非バイタルパート | VC甲鈑101mm             |                        |                             |
| 非バイタルパート | VC甲鈑200mm             |                        |                             |
| 司令塔           | VC甲鈑300mm             |                        |                             |
| バーベット       | VC甲鈑300mm             |                        |                             |
| 砲塔             | 280mm                   | 150mm                  |                             |
| 缶室側面縦横壁   |                         |                        | HT鋼25mm +HT鋼38mm          |
| 弾庫側面縦横壁   |                         |                        | HT鋼25mm～38mm NS鋼12m～15m |
| 火薬庫側面縦横壁 |                         |                        | NVNC甲鈑50mm NS鋼28m～35mm  |

改装後の扶桑型の防御方針は三年式徹甲弾に対する安全戦闘距離が20,000m～25,000mとなり、新たに水中防御として約69mm～76mmの厚さの鋼鈑が追加されることとなった。これは概ね炸薬量200kg～250kgの魚雷への対応防御に当たり、新造時には水中防御を有していなかった扶桑型にも改装によって水中防御が備わることとなった。また、水中弾防御として弾火薬庫側に約50mmの甲鈑が貼り増しされた。

### 第一次世界大戦とその影響
日本海軍が第一次大戦を通して得た教訓は以下の通りであった。
1. 防御力強化の重要性[注釈 41]
2. 主力艦中心主義と巡洋戦艦戦隊を中心とした前進部隊の価値の再認識。

英巡洋戦艦の喪失理由としては装甲の薄弱と防御法の不備が指摘され、併せてドイツ軍の砲弾の優秀性が確認された。これにより新戦艦の設計が変更され、また既存艦の水平防御の強化が計画された。扶桑型戦艦の改装は1930年（昭和5年）より実施された。
砲戦に関しては大戦前の1914年（大正3）の昼間戦闘射撃の規程は金剛の36cm砲で射距離8,500mであった。ところが1914年11月9日に独軽巡エムデンが10.4cm砲で距離8,200ｍから豪軽巡シドニーに命中弾を与え日本海軍に大きな衝撃を与えた。また同年12月のフォークランド沖海戦では15,000ｍでの砲戦が行われ、1915年（大正5）1月24日のドッガー・バンク海戦で英巡戦は距離20,000ｍもの距離での射撃を行ったと伝えられた。
これにより日本海軍は1915年（大正4）に昼間戦闘射撃規程を30cm砲で9,000～16,000ｍ、36cm砲で10,000～19,500ｍ（落角8度～18度）に改訂した。1916年（大正5年）新たに艦隊に加わった扶桑では規定距離15,500mから射撃が実施されることとなった。
1916年（大正5）5月31日にユトランド沖海戦が勃発。日本海軍は昼間戦闘射撃規程を1917年（大正6）5月16日に改訂し30cm砲で16,000～20,000ｍ、36cm砲で18,500～21,000ｍとした。
扶桑に続いて山城も艦隊に編入され、1918年（大正7年）の昼間単艦戦闘射撃では遂に最大仰角最大射程22,000mによる射撃が行われることとなった。
また、砲弾の信管についても従来型の伊集院信管・三年式信管に代わり1924年（大正13年）に完成した十三式信管が採用された。

### 米戦艦との比較
扶桑と同時代のニューヨーク級、ペンシルベニア級、ネバダ級は同等の14in45口径砲を搭載していた。また舷側甲鈑はニューヨーク級で305mmだがペンシルベニア級とネバダ級では343mmであり扶桑型を上回っていた。速力は扶桑型が優っていた。
日米戦艦の砲戦能力は1917年（大正6年）の戦闘射撃成績では以下のものとなっていた。
- ネバダ、ニューヨーク、オクラホマ、ペンシルバニア、テキサスの平均（米戦艦の斉射は全門同時発射）[注釈 44]

　　平均射距離17,370ｍ、命中率7.3％、斉射間隔65.6秒、散布界898ｍ
- 扶桑、金剛型3隻の平均(日本戦艦は連装砲を片方ずつ発射する交互打ち方)

　　平均射距離17,050ｍ、命中率19.4％、斉射間隔29.7秒、散布界256ｍ
第一次大戦当時、扶桑以下の日本戦艦は主砲の命中率で米戦艦に対し2倍の優位が有ると判定された

その後、扶桑型は改装により水平防御、水中防御を中心に強化が施された。1936年（昭和11年）11月に海軍大学校の「対米作戦用兵に関する研究」により、コロラド級、ペンシルベニア級、カリフォルニア級を想定した戦術研究が行われた。
米戦艦は散布界が依然として広く射撃精度は不良であること、米戦艦の有効射程は25,000mだが扶桑など日本戦艦は30,000mであり4,000m〜5,000m優越していることが要点として挙げられた。
また長門型の41センチ砲は距離25,000m以下で米戦艦の舷側甲鈑を貫徹し、米戦艦の16インチ砲は19,000ｍ以下で長門の舷側（二重装甲）を貫通可能である。扶桑型の14インチ砲は距離19,000m以下で米戦艦の舷側を貫徹するが、米戦艦の14インチ砲は25,000ｍ以下で扶桑の舷側305mmを貫通可能と予想された。
日本戦艦は砲戦に際し長射程と優れた命中精度により遠距離から米戦艦隊に打撃を与え、機をみて急速接近する。扶桑型は舷側装甲が薄いため船体を敵に対し斜めにすることで敵弾に耐えつつ、優速を生かし米戦艦の舷側343mmを確実に貫徹できる距離19,000ｍ以下に接近して敵を殲滅するという計画で有った。

## 機関

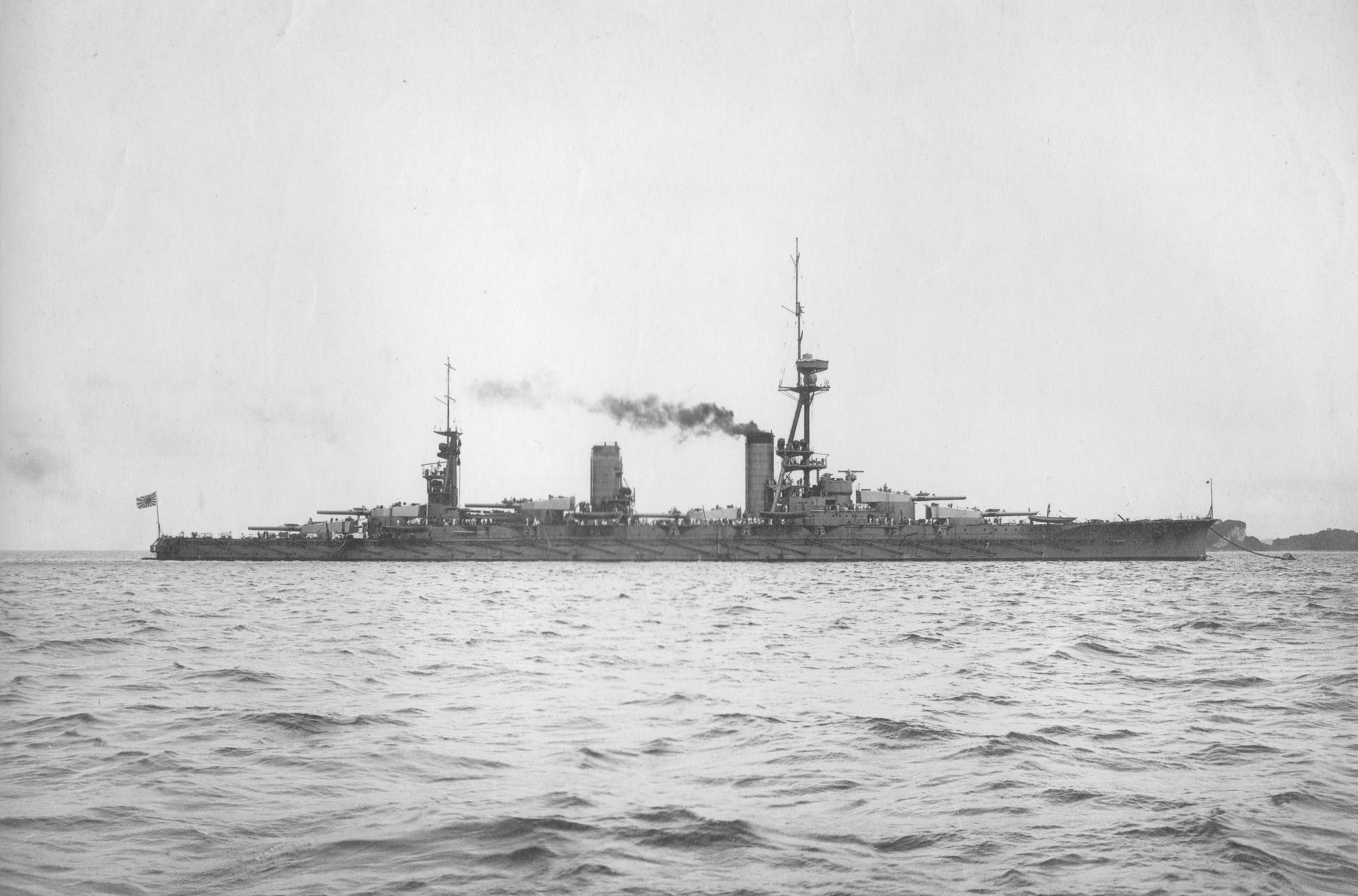
竣工直後の山城。4番主砲塔の位置が高められている。

本型の機関は竣工時には宮原式石炭・重油混焼水管缶24基とブラウン・カーチス式直結タービンを採用し、機関出力40,000馬力で速力22.5ノットを発揮する見込みであった。公試験時には扶桑が22.7ノット、山城が23ノットを記録したが、山城はその際タービンの軸受けが破損することとなった。
その後扶桑型が運用される際の実速は21ノット程度だったという記録が残っており、1928年にまとめられた『山城型戦艦操縦性能』では高速時速力が伊勢型の23ノットに対し山城は20ノットという記録も残っている。加えて高速時に大きく舵を切ると速度が急激に低下するという欠点もあった。この点は他の戦艦と編隊行動を取る場合に問題とされる場合があった。
本型はボイラー室は武装配置の関係で4室に分けられ、1番煙突の下部に1番・2番缶室が配置され、3番主砲塔を挟んで2番煙突の下部に3番・4番缶室を配置していた。タービン室は第4主砲塔を挟むように前部機械室と後部機械室を配置し、タービンの構成は高速・中速・低速の三種類の直結タービンを1組として片舷2軸を推進するもので、前部機械室に中速タービンで外軸を推進し、後部機械室に高速・低速タービンで内軸を推進した。4番主砲塔の位置は5番主砲塔と変わらない高所に配置されているが、これは動力を伝達する内軸を主砲塔弾薬庫の下に通したからではなく、艦載艇を運用するにあたって主砲塔が邪魔をしないようにするためであった。機関については後の改装時に大幅な改変を受けた。

## 観測・照準設備
方位盤の発明と普及は20世紀の海軍砲術で最も大きな改良という指摘もある極めて重要な装置である。従来は各砲ごと個別に敵艦を照準し発砲していたが、1911年にイギリスで最初の方位盤が戦艦に搭載され高所から一元的な砲戦指揮が可能となった。これにより戦艦の射撃能力は飛躍的に向上した。
竣工時の戦艦扶桑は砲側で照準発射を行っていた。イギリスの情報を元に日本海軍は大正4年(1915年)より練習艦朝日や巡戦榛名で方位盤の基礎実験を行い、大正6年（1917年)に扶桑の前部マスト頂上部の観測所を大型化し日本初の実用方位盤を搭載した。
本型は竣工当初から主砲用測距儀を設置していた。「扶桑」は測距儀の幅が4.5mで「山城」は6mであった。当時の日本海軍は測距儀ほか光学機器を輸入に頼っておりイギリスのバー&ストラウド社の測距儀（武式）を装備する予定で有った。しかし大戦勃発で購入が不可能となりアメリカのバウシュ・エンド・ロム社(波式)から購入した6m測距儀を搭載したが性能不良のため大戦終結後に撤去され「武式」に換装された。
こうしたことから大正6年（1917年）に光学機器の国産化を目的とした日本光学工業株式会社（後のニコン）が設立された。国産測距儀として大戦直前にドイツから輸入した「正分像立体視式測距儀」（ステレオ式）を参考に5年式・7年式測距儀が製造された。理論的には「武式」に比べ一段と高性能になるはずであったが、中央プリズムなどの製造が困難のため良好な精度が得られず単眼式に改造するか廃品となった。以後、日本戦艦の測距儀はイギリス「武式」の単眼正分像合致式を二重にした型が主流となり扶桑型は昭和16年春の出師準備で10m測距儀を搭載した。
射撃盤（射撃用機械式コンピューター）はイギリス海軍が1913年に方位盤と同時に採用したものが世界初である。
日本海軍では距離時計、変距率盤、距離曲線盤などを使用して射撃諸元の計算を行っていたが、大正13年（1924年）にイギリスのバー&ストラウド社から金剛用としてFCS(Fire Control System)を購入した。その内部を解析し昭和4年（1929年）に試作品を北上で実験する。さらに苦心の末、昭和6年（1931年）に14cm砲用の射撃盤を試作し木曽で実験射撃を行った。これにより昭和7年（1932年）に九二式射撃盤が完成し翌年制式化されて戦艦重巡に搭載された。
九二式射撃盤により40cm砲,36cm砲の命中率は著しく向上し距離25,000mにおける平均命中率は1.7倍になった。
昭和9年度（1934年）の昼間実弾射撃演習における戦艦扶桑と日向の成績は、平均射距離28,300ｍ、自艦速力22kt、標的速度14kt、射撃時間16分5秒、命中率8.25％、射撃速度58.2秒
「山城」と「扶桑」の竣工時における外見での相違点は、「山城」が艦橋基部の居住区が2番主砲塔基部にまで延長され、司令塔の形状も楕円筒状から円筒形に変更された点である。また測距儀の位置も「扶桑」では2番主砲塔上に3.5m測距儀1基が設置されたが、「山城」では司令塔上の前方に3.5m測距儀1基と、後方に2.7m測距儀1基を設置していた。艦尾のスターン・ウォークは「扶桑」では撤去されたが「山城」では補強した上で装備していた。

## 改装
「扶桑」は1915年に竣工した。後の1917年、前檣上部に方位盤照準装置を装備し、1918年には艦橋構造の側面部と、2番煙突の側面部に7.6cm単装高角砲を1基ずつ、計4基の増備がなされた。

### 竣工後の第一次近代化改装

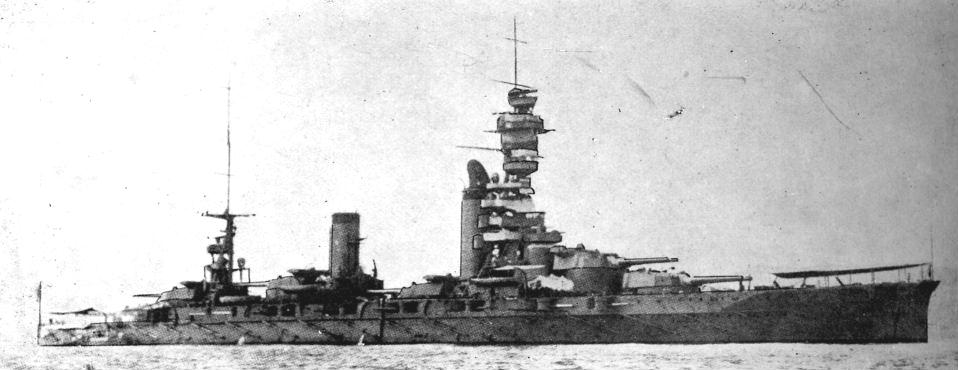
扶桑（第一次近代化改装後）

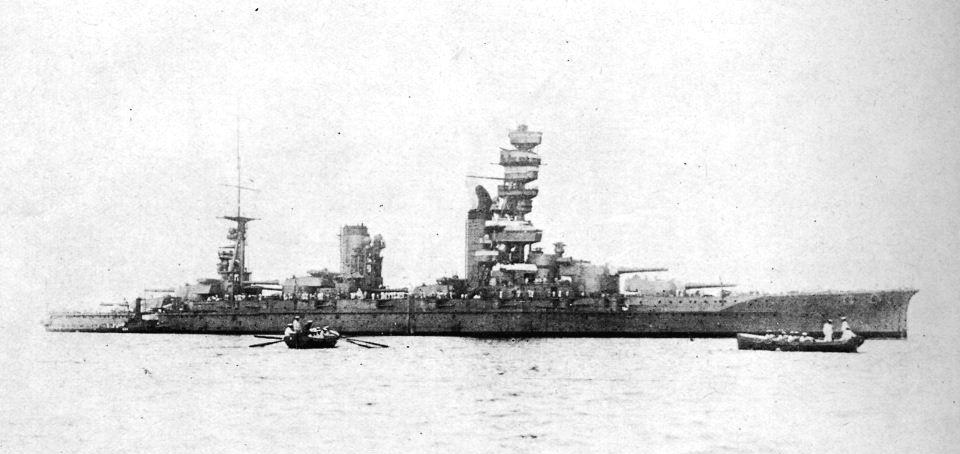
山城（第一次近代化改装後）

1930年から1933年にかけ、第一次世界大戦時の戦訓として遠距離砲戦に対応させるべく、各種改良がおこなわれた。主砲塔は最大仰角を25度から30度へと引き上げ、同時に天蓋部の装甲が増厚され、砲塔測距儀も8mに大型化された。外観的なものとしては、前部マストも主砲測的所・主砲指揮所・高所測的所などのフロアが増設され、露天であった羅針艦橋も密閉化された。また、機関部も艦本式タービンや重油燃焼缶に改装され速力が24.7kt、前部缶室が居住区、燃料タンクにされ航続力が16ktで11600浬まで向上した。しかし、追い風時に、煙突から排出された高温の煤煙が逆流し、前檣にかかって作業が困難になる欠点があり、これの対応としてスプーン状のファンネルキャップを1番煙突の前部に取りつけたが、効果は薄かった。

### 第二次近代化改装と、その結果

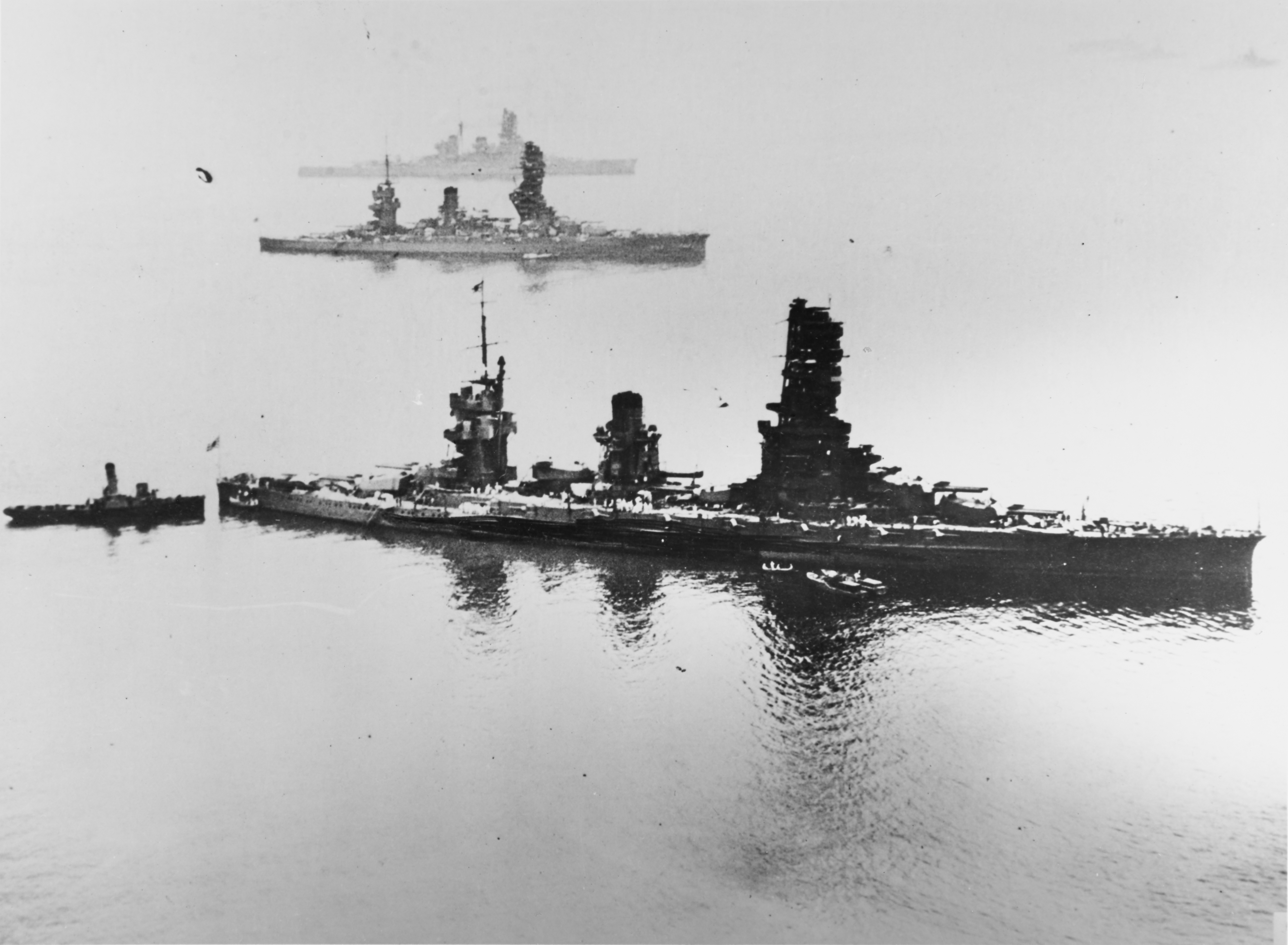
扶桑型戦艦。手前から山城、扶桑、後は榛名。

主砲の最大仰角は従来の30度から43度へと引き上げられ、主砲塔の構造面においては砲塔外筒と主砲塔天蓋の装甲を増厚して防御を強化した。同時に副砲も仰角を15度から30度へと引き上げて射程距離の延伸を図ったことにより、防楯は新設計となって甲板の一部を切り欠いた形状の物に更新された。また、舷側装甲の範囲を充実させたことにより、装甲重量は8,558トンから12,199トンへと増加して防御重量は排水量の約31%にまで増加した。この主砲塔の改造時に、「扶桑」は3番主砲塔上に水上機用のカタパルトを設置すると共に、砲の向きを後向きから前向きに変更したことで「山城」との外見上の明確な相違点となった。
また、高角砲は新型の「八九式 12.7cm（40口径）高角砲」へと更新された。これに、爆風避けのカバーを装備したうえで、前部マストの側面に片舷1基ずつと、後部艦橋の上方の側面部に片舷1基ずつの計4基を搭載した。高所への搭載となったのは主砲発射時の爆風を避けるためである。
機関についても大幅な改良が実施された。ボイラーがロ号艦本式重油専焼水管缶4基とハ号艦本式重油専焼水管缶2基の計6基に更新、3番・4番缶室に集中配置された。艦橋下部の1番・2番缶室は閉鎖され1番煙突も撤去された。1番煙突がなくなったことにより追い風時に煤煙が艦橋に逆流する問題も解消された。閉鎖された1番・2番缶室は下側2/3が重油タンクとなり上部の1/3が士官室に充てられた。タービンも新型の艦本式タービン4基となり、最大出力は75,000馬力を達成、速力が目標の25ノットには及ばないものの公試時に24.7ノットを発揮した。その後は速力が低下したという説もあるが、艦長経験者による「伊勢型と問題なく編隊を組むことができた」「戦闘運転で26ノットは出た」との証言も残っている。燃料は重油のみとなり、燃料搭載量は5,100トンとなって航続性能は16ノットで11,800海里という長大な性能を誇った。発電機室は、4番主砲の後方-主機械室の前方の喫水下の左右に設置され、レシプロ蒸気機関によって発電が行われていた。
防御面においては、水平防御は弾薬庫と機関室上面のみ装甲を51mm-102mmに増厚した。対魚雷水中防御として舷側部にバルジを追加し、艦幅は水線部30.64m、最大幅33.08mに増加した。バルジの装備範囲は当初は第二甲板部までしかなかったが、のちに上甲板まで引き上げられた。バルジの喫水線付近には、密閉された鋼管が充填された（一部のみ）。さらに水密隔壁に64-76mmの装甲板を貼って強化した。この防御強化により吃水は約1mほど沈下して9.72mとなった。さらに船体の艦尾部を延長して速力向上と直進性を向上させた。
この近代化改装により本型は相当に戦力向上を果たした
。
しかし重量の増加によって乾舷の低下、予備浮力の減少、舷側甲鈑上端の水面上の高さが減少したことで水線最厚部の甲鈑の占める割合が小さくなるといった問題も発生しており、垂直防御そのものは新造時と変わらなかったため問題が残ることとなった。水平防御は強化されたが、弾火薬庫の最厚部でも250kg爆弾に対する防御や中口径砲弾、大口径砲弾に対する防御としては不十分であった。レイテ沖海戦前には、対空砲や機銃の増設が図られたが兵装配置の問題から対空兵装の装備配置、数共に問題があるとされた。捷一号作戦前には十三号電探、二十一号電探、二十二号電探（扶桑のみ）が新たに装備されていたが、十分な訓練を行うことは出来なかった。
また、伊勢型戦艦の「伊勢」、「日向」と並び、「扶桑」と「山城」にも、航空戦艦への改装が計画されたが具体的な改装案は纏まらず、マリアナ沖海戦の頃には計画自体が取り消され実現しなかった。
本型は太平洋戦争中には主に内地にあり、一時は練習戦艦として使用された時期もあったが、戦争末期の捷一号作戦に西村艦隊の主力として揃って出撃し戦没した。
装甲配置
主甲帯 102-229-305--229-102 VC
中甲板甲帯 203 VC
上甲板甲帯 152 VC
横防御隔壁 前部中甲板 152 VC 下甲板 152 VC 後部中甲板 102 VC 下甲板 51 VC
水平防御 中甲板 32 NS＋67-19 NVNC
最上甲板 35 HT
魚雷防御隔壁 64-25 HT
弾薬庫 甲板平坦部 35 NS＋67-19 NVNC 甲板傾斜部 25 HT＋67-32 NVNC 垂直部 35 NS＋38 HT＋51 NVNC 底部 41-32 NS
司令塔 側面 305 VC 上面 ？ 床面 ？ 交通筒 178-51 VC
主砲塔 前盾 280 KC 側面 229 KC 後面 229 KC 上面 152 VC バーベット 305-51 VC＋114-51 NVNC
ケースメイト 砲盾 38 HT 隔壁 なし
舵取機室 なし（大戦中に周辺にコンクリート充填）
煙路 178 VC

### 幻の改造案
実現することなく終わった扶桑型の改造案は大きく分けて二つ存在していたことが確認されており、一つはワシントン条約中の大正11年に平賀譲より提案された扶桑級改造案。残る一つは1942年（昭和17年）5月に行われた珊瑚海海戦にて空母祥鳳を失い、更に6月のミッドウェー海戦にて空母4隻を失った連合艦隊が既存巡洋艦、戦艦の航空母艦への改装を研究・計画した際に考え出された航空母艦or航空戦艦への改造案であった。
今日平賀文書に残る扶桑級改造案はA案、B案、最終案と見られる案の三つに分かれていることが確認できる。
A案
1. 水平防御の強化として新たに開発されたNVNC甲鈑を従来の中甲板に25mm〜101mm追加。
2. 水雷防御として隔壁を新設しバルジを設け、艦幅をそれに伴い0,9m増加させる。
3. 罐の一部を油専焼罐として罐室一つを廃止する。
4. 電線通路を中甲板下に移す。
5. 砲塔天蓋を152mmに改造する。

A案は上記のように水平・水中防御の強化に主眼が置かれており、この改装によって重量は3,500t増し、速力は0.5kt低下し22ktとなる代わりに、バルジを追加することで浮力を確保し喫水の沈下は防げるとされていた。また、この改装に掛かる費用は砲塔天蓋の改造費が64万円、船体・甲鉄費用は460万円と試算されており砲塔天蓋の防御を完全なものとするためには下部甲鈑の増加も必要であるため、更に重量が330t増加し費用も43万円程増えるとされていた。
B案
1. 14インチ砲を取り外し16インチ砲連装2基、3連装2基の計10門へと換装する[注釈 55]。
2. 専燃(油)罐室を第4砲塔の位置に新設し、10,000馬力の罐を2個設置し混燃罐室2つを廃止する。
3. 前部煙突を撤去し後部煙突を移設する。

B案はA案とは違い主砲の換装と機関の改修が中心とされており、この改装で増加する重量は700tとなり費用は260万とされていた。なお、前述のA案の内砲塔天蓋の改造を除いた上で、A案・B案の両方の改造を実施した場合は増加重量4,500tとなり費用は700万円となると試算されており、この場合でも新たに浮防材を設けることで喫水の増減はないままに改造ができるとしていた。また、米14インチ砲艦が16インチ砲艦へと改造することが困難であるのに対して扶桑型は僅かな重量増加で16インチ砲10門の艦へと変更することができ、砲塔外面を多少改造する必要はあるもののさほど大きな問題はないともしており、扶桑型を16インチ8門の艦にするのならば更に容易に改造が可能だと主張されている。しかし、その一方で既成艦に対しては一切何らの制限を為さざるを利とするとも述べられており、次期条約で既成艦についての制限が無いことを前提とした改造案であったことが窺える。
以上がA案B案であるが、平賀文書には極秘と平賀の印が押されたもう一つの改造案が残っており、その案では
1. 下甲板(中央部機械室、罐室、弾火薬庫上)に101mmの甲鈑(NVNC甲鈑45kg、HT鋼27kg)を追加。
2. 後部甲板上のフラットに110mm、スロープに152mmの甲鈑を追加。
3. 水雷防御隔壁を設ける。(機械室・罐室上部側に121mm・下部75mm、弾火薬庫側に103mm)
4. 砲塔甲鉄を305mmに改装する[注釈 56]。
5. 約1.2mの浮防材を設ける。
6. 中央部・後部の水中発射管を水上に移設。
7. 中央部舷側甲鈑を傾斜式とする[注釈 57]。

最後の案ではA案同様に水平・水中防御に加えて垂直防御の強化についても考慮されており、この改造によって増加する重量は4,000tとなり改造費用は640万円と試算されていたが、この案でも喫水の増加はないものとされていた。また、扶桑型改造案の中には改造後の扶桑型の断面図も書かれており、そこでは従来の石炭庫を改造し空所と防御隔壁を新たに設けるという加賀型に準ずる水雷防御構造へと変更する予定であったことが示されている。
扶桑型の航空母艦への改造が検討されたのは前述の通り損失した空母の穴を埋めるために全ての巡洋艦・戦艦についての研究が行われた際の計画であり、各艦の改造に関しては下記のような研究結果が出されていた。
- 巡洋艦
  - 青葉型・川内型 - 最大幅過少の為空母への改装は不適当。
  - 最上型・利根型 - 飛行甲板195m幅23.5m、搭載機数30機、改装予測期間9カ月以内。
  - 妙高型・鳥海型 - 飛行甲板200m幅23.5m、搭載機数30機、改装予測期間9カ月以内。
- 巡洋戦艦
  - 金剛型 - 飛行甲板220m幅34m、搭載機数54機、改装予測期間1.5年以内。
- 戦艦
  - 日向型・山城型 - 飛行甲板210m幅34m、搭載機数54機 改装予想期間1.5年以内。
  - 長門型 - 金剛型に同じ。

この調査研究の結果、金剛型を航空母艦へと改装することは工事量が莫大なものとなり工期も長期に及ぶことになるため、改装の意義が無いと判断されたが、伊勢型については砲塔を一部撤去して航空戦艦としての工事が可能と確認されたため航空戦艦への改装の実施が決定されることとなった。
伊勢型の改装実施が決定された背景には
1. 新造艦の工事中止によって手空きとなった大口径関係造修部門の応援が見込まれた。
2. 日向が射撃訓練中に第五砲塔の爆発事故によって既に第五砲塔を撤去した状態となっていた。
3. 新型の艦載機十三試艦爆（彗星）を試作中であったこと。

上記3点がその背景としてあったためとされる。
また、軍令部の要望としては主砲は6門残せばよく、副砲を撤去し高角砲と機銃による対空兵装を強化し、なるべく多数の航空機を搭載することであったとされる。伊勢型の具体的な航空戦艦への改装は第五、六砲塔を撤去しその跡に航空艤装を設けることとし、後檣付近から後部の上甲板にかけて高さ6m、幅前部29m・後部13m、長さ70mの飛行機射出甲板を設け甲板上の両舷に射出機各一基を装備し、後檣から後方の上甲板と射出甲板の間に全閉鎖型の格納庫を設けると計画された。このほかに、航空機用の軽質油タンクは第六砲塔跡に設けその容量は111m3、76tとされ、第五砲塔火薬庫跡に全機3回出撃分の爆弾庫を設け爆弾は50番44個、25番22個を搭載することとなった。当初搭載機は十三試艦爆を射出可能なように補強を施した上で搭載するとされていたが、後に常用機は一四試水爆撃機に改められこれを射出甲板上に11機、射出機上に各1機、格納庫に9機の合計22機を搭載し、射出間隔は各射出機につき30秒に1機とし、交互に15秒ごとに1機を射出することで5分程度で全機の射出を可能とする計算となっていた。また、副砲を撤去し12.7cm連装高角砲4基を増設しただけでなく従来の4基にもそれぞれ高射装置を装備した上で一群4門、4群の高角砲対空兵装とした。これに加えて、機銃の増設も行っており従来の25mm連装10基を三連装に改め更に9基の増設が行われることとなった。
扶桑、山城についても伊勢型の改装完了後に扶桑は呉、山城は横須賀で改造することを訓令済みとなっていたが、1943年（昭和18年）6月に改造工事着手は取り止められることとなり、扶桑型の航空戦艦への改装は実現せずに終わった。扶桑型の航空戦艦への改造は伊勢型よりも改造工事が複雑であり手間がかかるものであったとされており、当初は6カ月で完成させる予定であったものが1944年（昭和19年）春頃には4カ月で完成させるという線表が組まれていたとされる。

## データ

### 第一次近代化改装後
（）内は 「山城」のスペック
- 水線長：-m
- 全長：205.1m（210m）
- 全幅：32m（33.1m）
- 吃水：9.4m（9.7m）
- 基準排水量：-トン
- 常備排水量：-トン（34,700トン）
- 満載排水量：-トン
- 兵装：35.6 cm（45口径）連装砲6基、15.2 cm（50口径）単装砲16基、7.6 cm（40口径）単装高角砲4基、13mm四連装機銃4基、53.3cm水中魚雷発射管6基（35.6 cm（45口径）連装砲6基、15.2 cm（50口径）単装砲16基、12.7 cm（40口径）連装高角砲4基、40mm連装機関砲2基、53.3cm水中魚雷発射艦4基）
- 機関：ロ号艦本式重油専焼缶4基、ハ号艦本式重油専焼缶2基＋艦本式オールギヤードタービン4基4軸推進
- 最大出力：70,000hp
- 航続性能：16ノット/10,000海里（16ノット/11,000海里）
- 最大速力：24.5ノット
- 装甲 
  - 舷側装甲：-mm
  - 甲板装甲：-mm
  - 主砲塔装甲：-mm（前盾）、-mm（側盾）、-mm（後盾）、-mm（天蓋）
  - バーベット部：-mm
  - 司令塔：-mm
- 航空兵装：-機（「山城」は水上偵察機3基、カタパルト1基）
- 乗員：1,221名

### 最終状態
（）内は 「山城」のスペック
- 水線長：-m
- 全長：212.75m
- 全幅：33.1m
- 吃水：9.69m
- 基準排水量：-トン
- 常備排水量：39,150トン（38,350トン）
- 満載排水量：-トン
- 兵装：45口径35.6 cm連装砲6基、50口径15.2 cm単装砲14基、40口径12.7 cm連装高角砲4基、13mm四連装機銃4基、25mm機銃xx基
- 機関：ロ号艦本式重油専焼缶4基＋艦本式オールギヤードタービン4基4軸推進
- 最大出力：75,000hp
- 航続性能：16ノット/10,000海里（16ノット/11,000海里）
- 最大速力：24.7ノット
- 装甲 
  - 舷側装甲：-mm
  - 甲板装甲：-mm
  - 主砲塔装甲：-mm（前盾）、-mm（側盾）、-mm（後盾）、-mm（天蓋）
  - バーベット部：-mm
  - 司令塔：-mm
- 航空兵装：水上偵察機3基、カタパルト1基
- 乗員：1,396名（1,445名）